# USS Dugong (SS-353)
Za druga plovila z istim imenom glejte USS Dugong.
USS Dugong (SS-353) je bila jurišna podmornica razreda balao v sestavi Vojne mornarice Združenih držav Amerike.
Toda zaradi uspešnega razvoja vojne so 23. oktobra 1944 preklicani njeno izgradnjo v ladjedelnici Electric Boat Corporation (Groton, Connecticut).